# Stichopathes indica
Stichopathes indica är en korallart som beskrevs av Schultze 1903. Stichopathes indica ingår i släktet Stichopathes och familjen Antipathidae.
Artens utbredningsområde är Indiska oceanen. Inga underarter finns listade i Catalogue of Life.